# Distretto di Kawanuma
Il distretto di Kawanuma (河沼郡, Kawanuma-gun?) è uno dei distretti della prefettura di Fukushima, in Giappone.
Attualmente fanno parte del distretto i comuni di Aizubange, Yanaizu e Yugawa.